# Saint-Médard-Nicourby
Saint-Médard-Nicourby é uma comuna francesa na região administrativa de Occitânia, no departamento de Lot. Estende-se por uma área de 7,77 km². Em 2010 a comuna tinha 94 habitantes (densidade: 12,1 hab./km²).